# A contrario
A contrario ou à contrario est une locution de latin scolastique qui qualifie un raisonnement dont la forme est identique à celle d'un autre, mais dont l'hypothèse et la conclusion sont les inverses de celui-ci.
Souvent utilisé en droit, l'argument a contrario peut se définir par le fait qu'une règle étant subordonnée à des conditions particulières, on en déduit que la règle inverse est applicable lorsque ces conditions ne sont pas remplies.
Par exemple, l'article 6 du Code civil de la France dispose qu'« on ne peut déroger, par des conventions particulières, aux lois qui intéressent l'ordre public et les bonnes mœurs ». Cela induit, a contrario, qu'il est possible de déroger, par des conventions particulières, aux lois qui n'intéressent pas l'ordre public et les bonnes mœurs.
Il est erroné d'écrire « à contrario », le « a » de la locution latine n'ayant aucun rapport avec la préposition « à ». Cette graphie contribue à répandre l'idée que « a contrario » est synonyme de « au contraire », erreur que l'on rencontre de plus en plus souvent.